# Leo De Maeyer

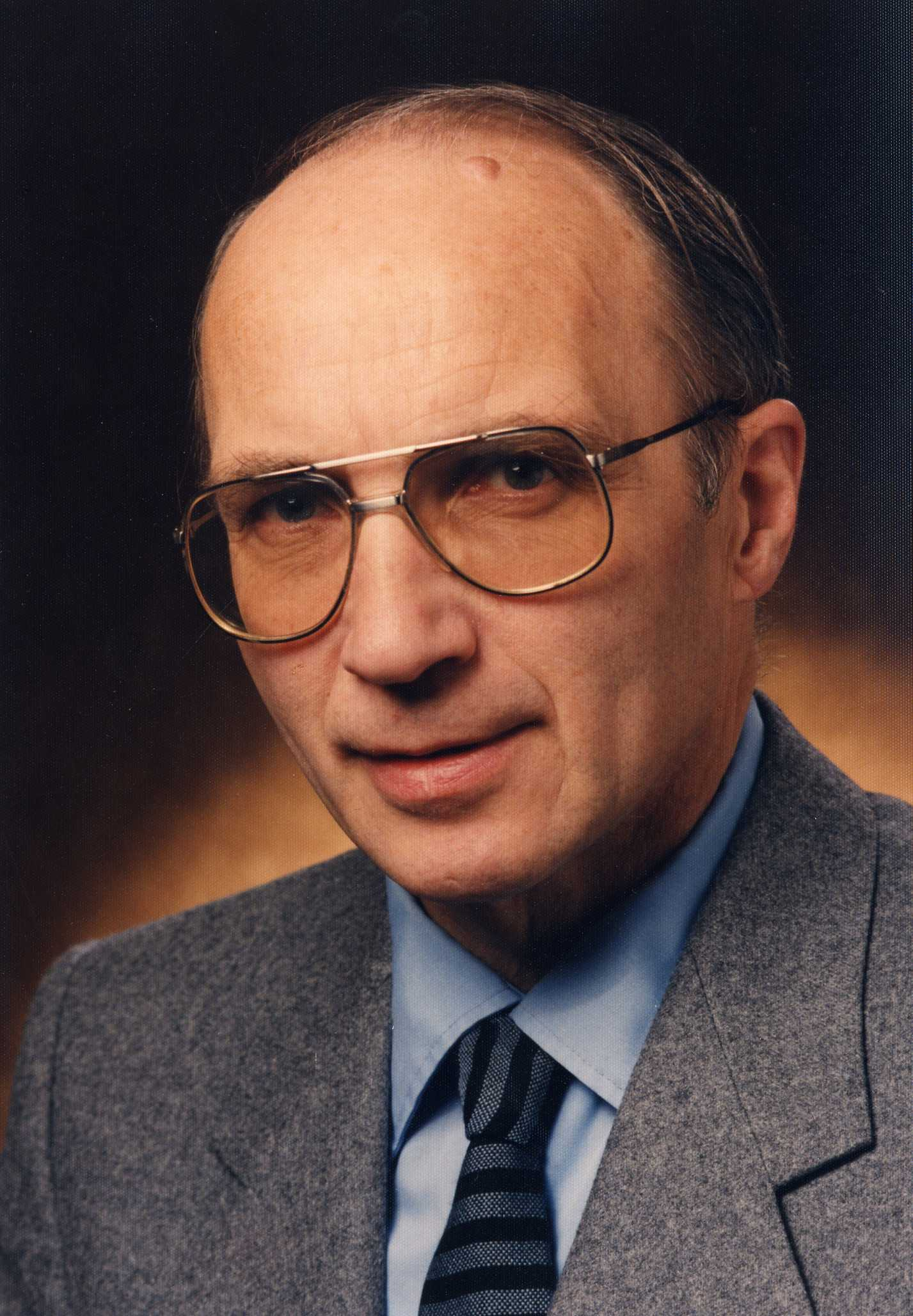
Leo De Maeyer 1971

Leo Carl Maria De Maeyer (* 8. Dezember 1927 in Hombeek, Belgien; † 18. Juni 2014 in Göttingen, Deutschland) war ein belgischer Chemiker, wissenschaftliches Mitglied der Max-Planck-Gesellschaft und ehemaliger Direktor am Max-Planck-Institut für biophysikalische Chemie in Göttingen. Er hatte wesentlichen Anteil an der Entwicklung der Messmethoden zur Bestimmung der Geschwindigkeit extrem schneller chemischer Reaktionen, für die Manfred Eigen im Jahr 1967 mit dem Nobelpreis für Chemie ausgezeichnet wurde.

## Biografie
De Maeyer war der dritte Sohn von Renée Meuldermans und Franz De Maeyer, Distriktverwalter in Belgisch-Kongo und ab 1930 unabhängiger Wirtschaftsprüfer in Mechelen. Nach dem Abitur am Koninklijk Atheneum te Mechelen studierte er ab 1946 Chemie an der Katholieke Universiteit Leuven und wurde 1954 mit einer Dissertation in physikalischer Chemie bei J. C. Jungers promoviert.
Ab September 1954 war er als Postdoktorand mit einem Stipendium der I.R.S.I.A (Belgien) am Max-Planck-Institut für physikalische Chemie tätig. Nach einem weiteren Stipendium der Alexander-von-Humboldt-Stiftung wurde De Maeyer 1956 wissenschaftlicher Assistent am Max-Planck-Institut für physikalische Chemie.
Es erfolgten mehrere Aufenthalte als Gastdozent in den Vereinigten Staaten am Massachusetts Institute of Technology (MIT), Boston, (1961/62) an der Cornell University, Ithaca (1963) sowie an der University of Colorado, Boulder (1966, 1969 und 1972). De Maeyer war eines der ersten Mitglieder des Neurosciences Research Program, welches 1962 durch Francis Otto Schmitt in Boston gegründet wurde und sich der Erforschung und dem Verständnis neuronaler Mechanismen zur Informationsverarbeitung im Gehirn widmete.
1965 wurde De Maeyer zum Wissenschaftlichen Mitglied der Max-Planck-Gesellschaft berufen. Seine Forschungen fokussierten sich in dieser Zeit auf die Untersuchung von Protonenleitfähigkeit und -transfer in wässrigen Lösungen durch nichtlineare Feldeffekte.
1969 gründete De Maeyer das Labor für Chemische und Biologische Dynamik an der flämischen Katholieke Universiteit Leuven (Belgien) und unterrichtete dort als außerordentlicher Professor bis zu seiner Emeritierung.
Nach Gründung des Max-Planck-Institut für biophysikalische Chemie (Karl-Friedrich-Bonhoeffer-Institut) in Göttingen wurde De Maeyer 1971 Direktor der Abteilung „Experimentelle Methoden“, die er bis zu seiner Emeritierung 1995 leitete. Hauptforschungsgebiete dieser Abteilung waren u. a. die molekulare Akustik, die Messung von Photonenwechselwirkungen in Schwankungsvorgängen, bedeutsames nicht-lineares Verhalten in starken elektrischen Feldern, numerische Berechnungsmethoden und andere Computeranwendungen.
Von 1978 bis 1981 war De Maeyer „Head of Division of Instrumentation“ am European Molecular Biology Laboratory (EMBL) in Heidelberg. Hauptergebnisse dieser Tätigkeit waren Anwendungen von Synchrotronstrahlung in der bei DESY in Hamburg angesiedelten EMBL-Außenstation, hochauflösende Raster-Cryo-Elektronen-Mikroskopie, Entwicklung und Einführung Konfokaler Mikroskopie sowie neuartige DNA-Sequenzierungsmethoden durch Fluoreszenzmarkierung.
Es war sein Anliegen, ausgereifte Technologien aus verschiedenen Wissenschafts- und Ingenieursdisziplinen in das experimentelle Arsenal molekular-biologischer Untersuchungsmethoden zu übertragen.
Leo C.M. De Maeyer war seit 1956 mit Clara Burssens (* 1931 in Keerbergen; † 2015 in Göttingen) verheiratet und hatte vier Kinder.

## Beitrag zum Nobelpreis Chemie 1967
Nach dem Eintritt in das von Karl-Friedrich Bonhoeffer geleitete Max-Planck-Institut für physikalische Chemie in Göttingen am 1. September 1954 arbeitete De Maeyer im Arbeitskreis des Physikers Manfred Eigen. Eigen untersuchte chemische Relaxationsprozesse, die einen experimentellen Zugang zu extrem schnellen chemischen Reaktionen erlaubten, deren Mechanismen wegen der hohen Geschwindigkeit der dabei ablaufenden Prozesse bis dahin experimentell jedoch noch nicht bewiesen werden konnten. Ausgangspunkt ihrer Untersuchungen war die Neutralisationsreaktion. Diese Untersuchungen waren eine Herausforderung an die damalige physikalische Messtechnik. Unter anderem entwarf und baute De Maeyer eine Schaltung für punktuelle 3000 Volt-Impulse, den mechanischen Aufbau der Messbrücke (jetzt Exponat Deutsches Museum Bonn), sowie eine Destillations-Apparatur zur Herstellung von hochreinem Wasser, dem sogenannten Kohlrausch-Wasser.
Die Forschungsergebnisse wurden erstmals im Rahmen der Bunsentagung im Mai 1955 in Goslar vorgestellt und in einer gemeinsamen Publikation 1955 veröffentlicht. Der Nobelpreis für Chemie 1967 wurde an die Forschungsgruppen Norrish und Porter (je 1/4) und zur Hälfte an Eigen „für ihre Untersuchungen von extrem schnellen chemischen Reaktionen durch Störung des Gleichgewichts verursacht durch sehr kurze Energieimpulse“ verliehen. Eigen wies in der Nobelpreisrede auf den Beitrag von De Maeyer hin und unterstrich dieses auch später in vielen Vorträgen.

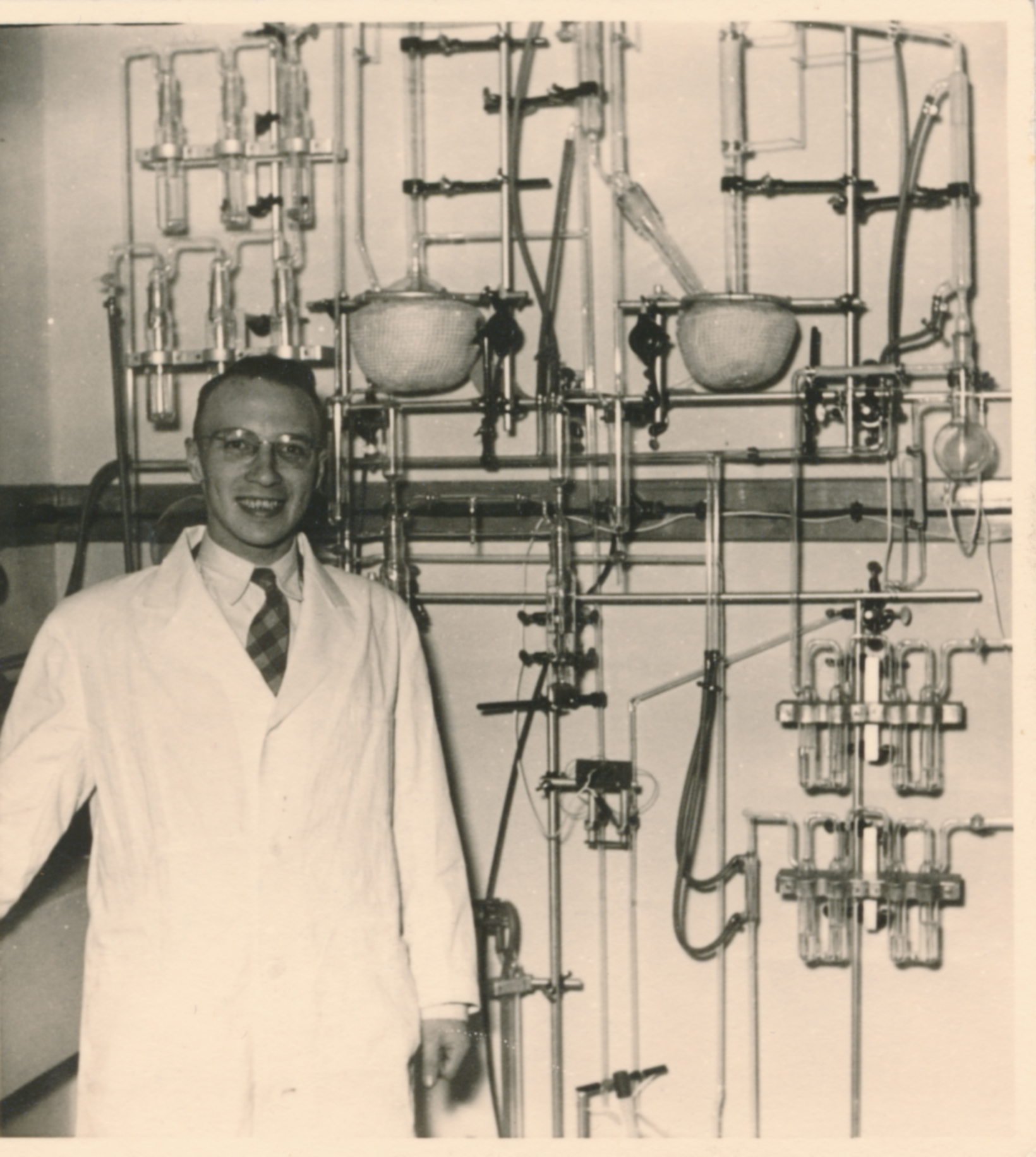
Leo De Maeyer vor der Destillationsanordnung (1955)
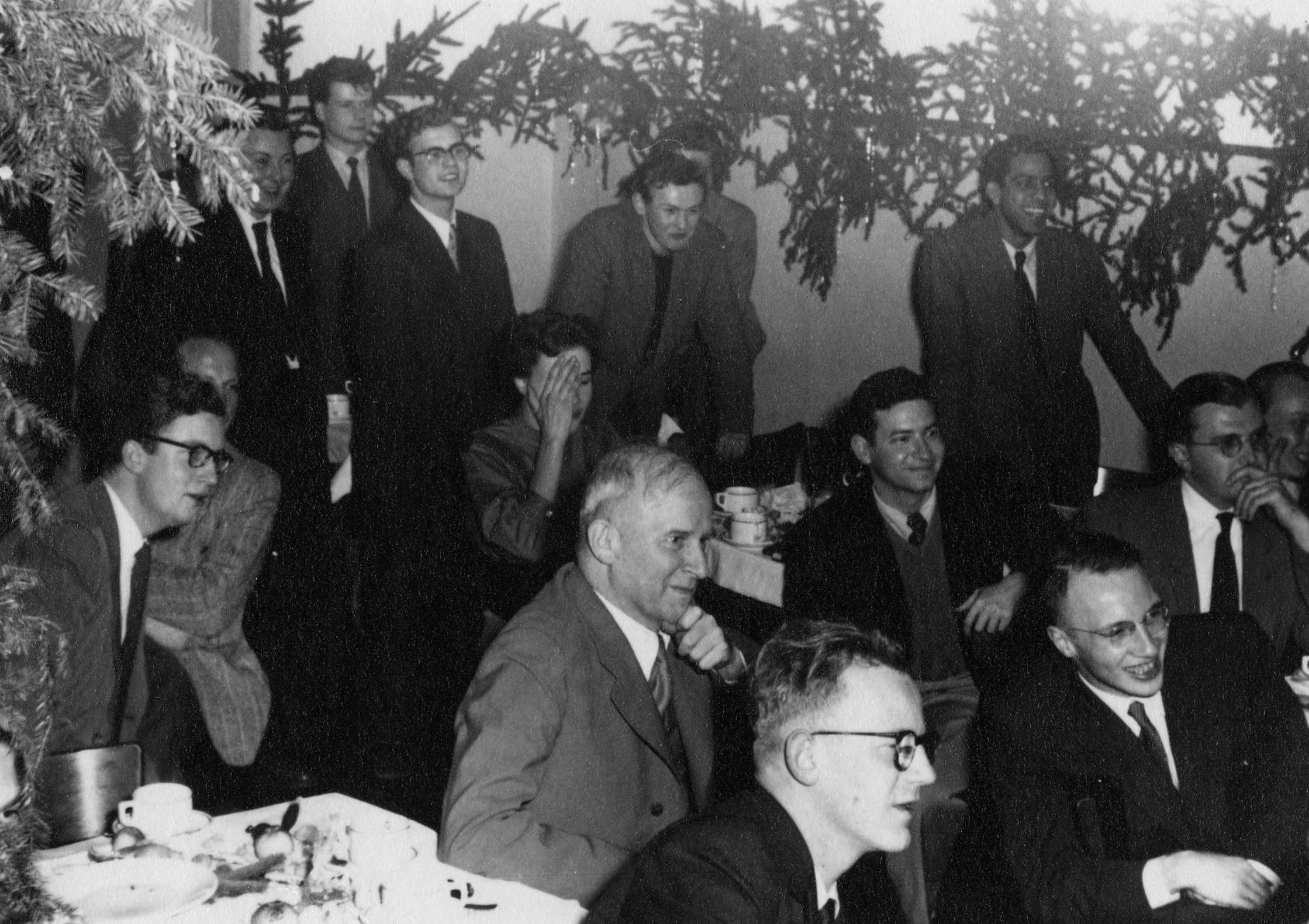
Karl Friedrich Bonhoeffer, Leo De Maeyer und weitere Wissenschaftler bei einer Weihnachtsfeier der Abteilung, 1955
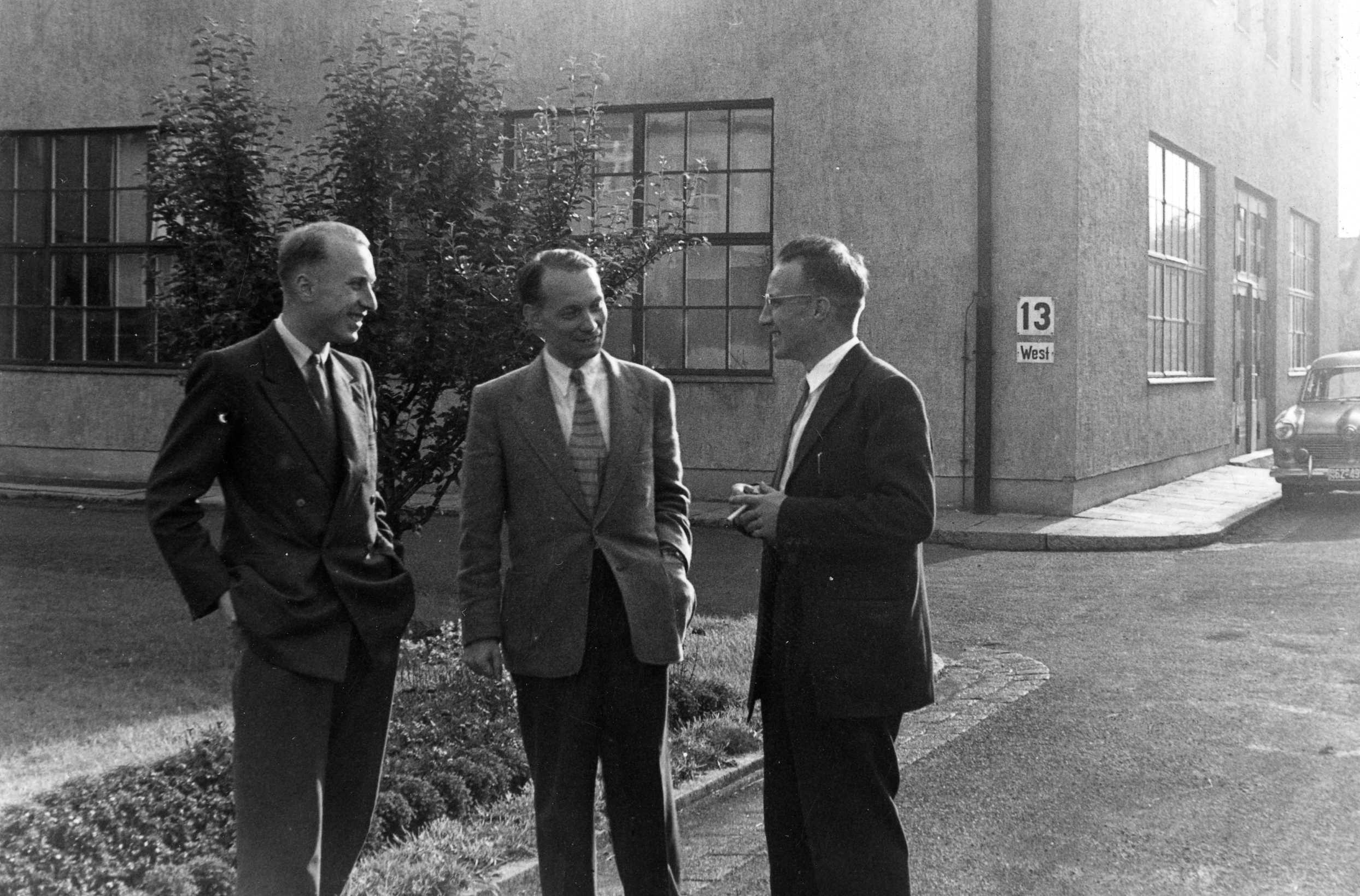
De Maeyer, Eigen und von Bünau vor dem Gebäude des MPI für physikalische Chemie, Bunsenstraße 10, Göttingen, 1955
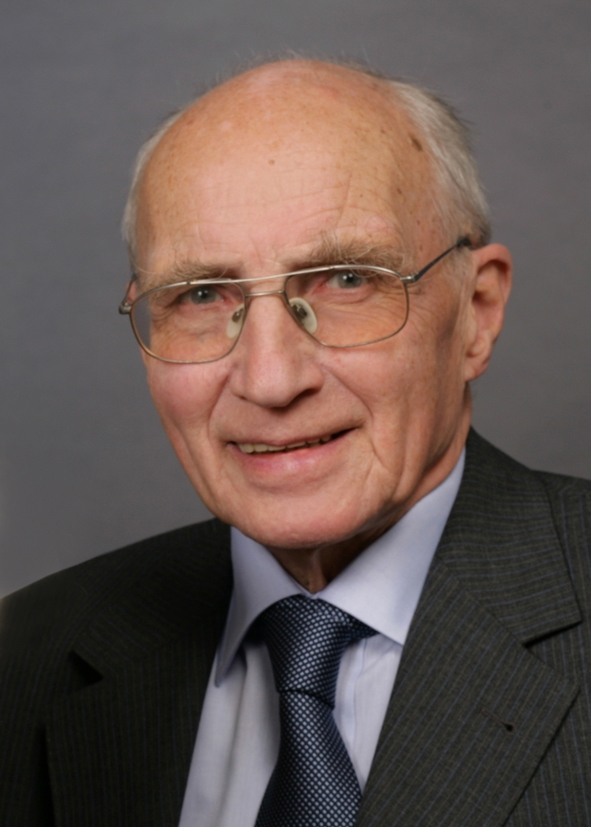
Leo De Maeyer, 2007
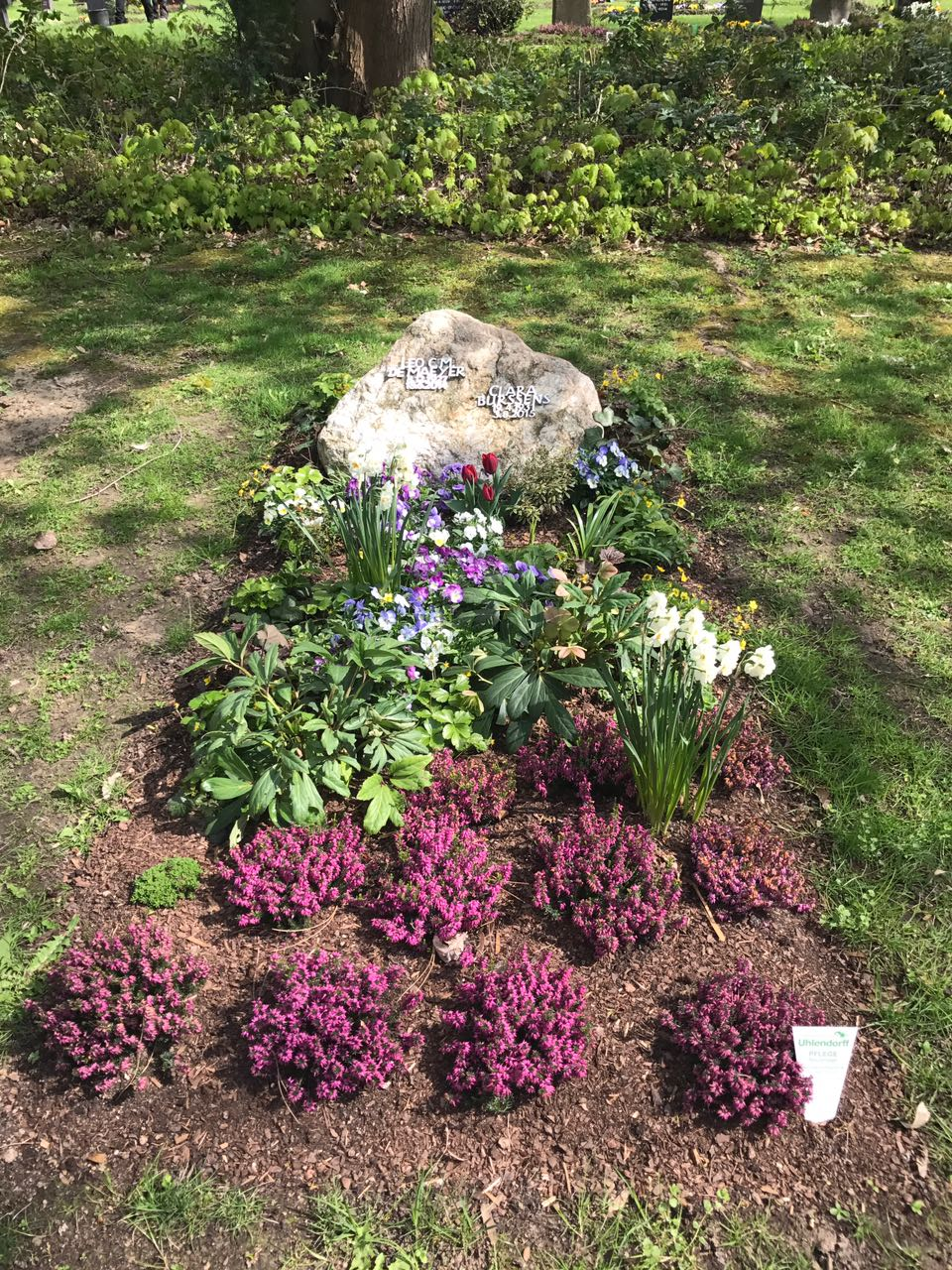
Ehrengrab De Maeyer, Parkfriedhof Junkerberg

## Mitgliedschaften in wissenschaftlichen und technischen Vereinigungen
- Bunsengesellschaft für Physikalische Chemie (1955–)
- Neuroscience research Program NRP (1962–1975)
- Wissenschaftliches Mitglied der Max-Planck-Gesellschaft (1965-)
- Institute of Electrical and Electronic Engineers USA (IEEE) Life Member (1964–)
- VCV Koninklijke Vlaamse chemische Vereniging, Belgien (1947, Ehrenmitglied seit 1969–)
- National Academy of Engineering USA, elected foreign associate (1998–)[10]
- American Optical Society (1964–1984)
- International Union of Pure and Applied Biophysics (IUPAB), Council Member (1981–1990)
- associate editor of JBBM (Journal of Biochemical and Biological Methods), (1981)
- Committee on Data for Science and Technology (CODATA), Interdisciplinary Body of the International Council of Scientific Unions, member (1981–1996).
- Lid van de Commissie van Fysische Scheikunde (Belgian Foundation of Scientific Research (FNRS-NFWO)), (1972–1990).

## Auszeichnungen
- Träger des belgischen Ordens: Kruis van Ridder in de Kroonorde am 15. November 1968[11]

## Veröffentlichungen
- mit G. Benoy: La chloration photochimique du toluène. Compt. Rend. XXVIIe Congr. Intern. Chimie Industrielle, Bruxelles 1954, Vol. IV, p. 160
- mit M. Eigen: Die Geschwindigkeit der Neutralisationsreaktion in Naturwissenschaften, 42, 413 (1955)
- mit M. Eigen: Untersuchungen über die Kinetik der Neutralisation, I in Z. Elektrochem., Ber. Bunsenges. Phys. Chemie, 59, 986 (1955)
- mit M. Eigen: Ein stationäres Feldverfahren zur Untersuchung von Dissoziationsprozessen in Flüssigkeiten und Festkörpern in Z. Elektrochem., Ber. Bunsenges. Phys. Chemie, 60, 1037 (1956)
- mit M. Eigen: Self-dissociation and protonic charge transport in water and ice in Proc. Roy. Soc. A 247, 505 (1958)
- mit M. Eigen: Hydrogen Bond Structure, Proton Hydration and Proton Transfer in aqueous Solutions in The Structure of Electrolytic Solutions. Ed. By Dr. W.J. Hamer, John Wiley & Sons Inc. (1959)
- mit G.v. Bünau und P. Matthies: Zur Untersuchung vollständiger Absorptionsspektren instabiler Zwischenprodukte in der Strömungsanordnung in Z. Elektrochem., Ber. Bunsenges. Phys. Chemie, 64, 14 (1960)
- Methoden zur Untersuchung chemischer Relaxation in Z. Elektrochem., Ber. Bunsenges. Phys. Chemie, 64, 65 (1960)
- Chemische Kinetik, Ullmanns Encyclopädie der Technischen Chemie, Bd. 2/1 Verl. Urban und Schwarzenberg (1961)
- mit M. Eigen: Relaxation Methods in Technique of Organic Chemistry, Vol. 8, Part II. Ed. By Arnold Weissberger, Interscience Publ. (1963)
- mit M. Eigen, W. Kruse, G. Maass: Rate constants of protolytic Reactions in aqueous solutions in Progress in Reaction Kinetics, Vol. 2. Ed. By G. Porter, Pergamon Press (1963)
- mit K. Kustin: Fast Reaction in Solution in Ann. Rev. Phys. Chem. 14 (1963), 5, 217 ref.
- mit K. Bergmann und M. Eigen: Dielektrische Absorption als Folge chemischer Reaktion in Ber. Bunsenges. Phys. Chemie, 67, 819, (1963)
- mit J. Dye, J. Deald und M. Eigen: Kinetics of the Reaction between solvated eletrons and Water on Ethylendiamine in J. Chem. Phys., 39, 2388 (1963)
- mit M. Eigen und H.Ch. Spatz: Über das kinetische Verhalten von Protonen und Deuteronen in Eiskristallen in Ber. Bunsenges. Phys. Chemie, 68, 19 (1964)
- mit M. Eigen: A Combination of Temperature-Jump and Flow Techniques in Rapid Mixing and sampling techniques in biochemistry. Ed. B. Chance, Academic Press Inc., New York (1964)
- mit M. Eigen: Kinetic Aspects of Complementarity and Recognition in bio-molecular Systems. Satyendranath Bosc 70th Birthday Commemoration, Volume Pt. II. Calcutta (1965)
- mit M. Eigen: Chemical Means of Information Storage and Readout in Biological Systems in Naturwiss., 53, 50 (1966)
- mit H.F.Eicke: Untersuchungen über das Verhalten schwacher Elektrolyte in flüssigen Medien niedriger Dielektrizitätskonstante im Sättigungsstrombereich in Ber. Bunsenges. Phys. Chemie, 70, 92 (1966)
- mit M. Eigen und J. Suarez: Dielectric dispersion and chemical relaxation, in J. Am. Chem. Soc., 90, 3157 (1968)
- Electric fields in Methods in Enzymology, Vol XVI: Fast Reactions, p. 80, Academic Press, New York, (1969)
- mit D. Collen und G. Vandereycken: Influence oh hydrostatic pressure on the reversible polymerization of fibrin monomers in Nature 228, 669 (1970)
- mit R. Rigler und A. Jost: Chemical kinetics at the microlevel in Experimental Cell Research 62, 197 (1970)
- mit M. Eigen: Carriers and specifity in membranes in Neurosciences Research Bulletin 9, 305 (1971)
- Chemical applications of light scattering: Scattering of coherent light and chemical fluctuations in Probes of Structure and Function of Macromolecules and Membranes, Vol. 1, p. 511, Academic Press, New York (1971)
- Rates and kinetics of hydrogen bonding, Israel Journal of Chemistry 9, 351 (1971)
- mit M. Eigen: Theoretical basis of relaxation spectrometry in: Techniques of Chemistry, Vol. 6, Part 2, Chapter III, J. Wiley & Sons Inc., New York (1973)
- mit A. Persoons: Electric field methods Techniques of Chemistry, Vol 6, Part 2, Chapter VI, J. Wiley & Sons Inc., New York (1973)
- mit H. de Smedt und A. Persoons: Formation of a stable hetero-binuclear complex containing Ruthenium and Vanadium, Inorg. Chem. 13, 90 (1974)
- mit L. Hellemans. Absorption and dispersion of the field-induced dielectric increment in caprolactam-cclohexane solutions, J.Chem.Phys. 63, 3490 (1975)
- mit S. Ameen: Stimulated Raman scattering from H2-gas for fast heating in laser-temperature-jump chemical relaxation experiments, J. Am. Chem. Soc. 97, 1950 (1975)
- mit K. Gnädig, J. Hendrix und B. Saleh: Photon correlation spectroscopy of molecular processes in solution, Quart. Rev. Biophysics 9, 83 (1976)
- mit Y. Engelborghs, K.A. Heremans und J. Hoebeke: Effect of temperature and pressure on polymerization equilibrium af neuronal microtubules, Nature 259, 686 (1976)
- mit J. Hendrix, B. Saleh und K. Gnädig: Measurement of the intramolecular fluctuations of random coil polymers by photon correlation spectroscopy, Polymer 18, 10 (1977)
- Energiebedarf der molekularen Informationsübertragung, Ber. Bunsenges. Phys. Chemie 80, 1189 (1976)
- mit Y. Engelborghs, N. Overbergh: A kinetic analysis of the assembly of microtubules in vitro, FEBS Lett. 80, 81–85 (1977)
- mit S.W. Provencher, J. Hendrix und N. Paulussen: Direct determination of molecular weight distribution of polystyrene in cyclohexane with photon correlation spectroscopy, J. Chem. Phys. 69, 4273 (1978)
- mit F. Paulussen: Dynamics of non-linear electric field effects in Frontiers of Biological Energetics, Vol. 1, Part 3, p. 671–679, New Instrumental Approaches, Academic Press N.Y. (1978)
- mit T. Oncescu und A.-M. Oancea: Spectrophotometric determination of N-methylformamide autoprotolysis constant, J. Phys. Chem. 84, 3090–3094, (1980)
- mit W. Ansorge: Thermally stabilized very thin (0.02 – 0.3 mm) Polyacrylamide gels for electrophoresis, J. of Chromatography 202, 45 (1980)
- mit R, Wynaendts v. Resandt: Picosecond rotational diffusion by differential single photon fluorescence spectroscopy, Chem. Phys. Lett. 78, 219 (1981)
- mit K.O. Möller: Temperature-jump apparatus with infrared detection for relaxation studies in thin samples, rev. Scci. Instr. 53, 1596–1601 (1982)
- mit T. Oncescu und A.-M. Oancea: Kinetics of proton transfer reactions of p-nitrophenol in N-methylformamide, J. Phys. Chem. 87, 2584–2592 (1983)
- mit T. Oncescu und A.-M. Oancea: Proton transfer equilibria between nitrophenols and akylamins in N-methylformamide, J. Phys. Chem. 2593–2599 (1983)
- mit K. Nottbohm: Analysis of 2-D distributions of similar patterns, Appl. Optics 23, 2835–2842 (1984)
- Dynamics of solute-solvent interactions, Pure & Appl. Chem. 58, 1105–1114 (1986)
- mit L. Hellemans: on the relation of the non-linear dielectric effect to the Kerr effect: closing a gap, Chem. Phys. Lett. 129, No. 3, 262–268 (1986)
- Chemical relaxation methods in organic chemistry, Bulletin de la Socit Chimique de France, No. 2, 243–252 (1988)
- mit Jin Lusong (Lock-Song Kim): Self-pumping continous flow. Centrifugation – I. Principle. Journal of Changchun, Inst. Of Optics and Fine Mechanics 11, No. 3, 13–20 (1988)
- mit T. Oncescu und A.-M. Oancea: Kinetics and mechanism of proton transfer reactions between p-Nitrophenol and alkylamines in N-Methylformamide, J. Phys. Chem. 93, 3526–3531 (1989)
- mit A. Di Nicola, R. Maetche, C. von der Malsburg, L. Wiskott: An experimental multiprocessor system for distributed parallel computations, Microprocessing and Microprogramming 26, 305–317 (1989/90)
- Dynamic aspects of intermolecular interactions in: Intermolecular Forces – an Introduction to Modern Methods and Results, Eds. P. Huyskens, W.A.P. Luck, Th. Zeegers-Huyskens, Springer-Verlag Berlin, ISBN 3-540-53410-5, 79–106 (1991)
- mit T. Oncescu, Ionela Iliescu: Self-association of violamycin (VBI), Biophys. Chem. 47, 277–283 (1993)
- mit K. Clays, A. Persoons: Hyper-Raleigh scattering in solution in: Modern Nonlinear Optics, Part 3, Eds. M. Evans and St. Kielich. Advances in Chemical Physics Series, Vol. LXXXV, John Wiley & Sons, Inc., ISBN 0-471-30499-9, 455–498 (1994)
- mit G. Kessling: Precision Modelling of Conductivity Data of Monovalent Aqueous Electrolytes, J. Chem. Soc Faraday Trans., 91, 303–317 (1995)
- mit G. Kessling: Ion-solvation and Ion-pair Equilibria in Electrolyte Solutions, J. Mol. Liq. 67, 193–210 (1995)
- mit C. Trachimow, U. Kaatze: Extremely Slow Reaggregation Processes in Micelle Solutions, A Dynamic Light Scattering Study, J. Phys. Chem. B, 102, 4483-4487 (1998)